# 松本徳明
松本 徳明（まつもと とくめい、1898年〈明治38年〉5月13日 - 1981年〈昭和56年〉2月27日）は、大正時代から昭和時代にかけての日本の仏教学者、思想家。文学博士。浄土宗の僧籍。
戦前はボン大学教授や報知新聞論説委員などを務め、戦後は日本科学振興財団理事長、芝中学校・高等学校理事長・校長、淑徳短期大学（現淑徳大学短期大学部）教授、大正大学理事長などを歴任した。

## 経歴
1898年、広島市に生まれる。浄土宗内地研究生となった後、1921年〈大正10年〉から1927年〈昭和2年〉にかけて仏教学者で東京帝国大学文学部教授の高楠順次郎の助手となり、「大正新脩大蔵経」刊行事業に従事。1927年〈昭和2年〉からセイロン島で南方仏教を研究した後、ドイツのボン大学に入学。卒業後は同大やマールブルク大学で文学及び日本語の講師を務めた後、1933年〈昭和8年〉に帰国、京都仏教専門学校の教授となる。同年再びドイツへ赴きボン大学の教授をつとめ、1936年〈昭和11年〉同大名誉教授となる。
1936年〈昭和11年〉に日本へ帰国し、近衛文麿の依頼により松本研究所を設立、近衛内閣の政策企画に参与。また、同年に日独防共協定が結ばれると、黒田礼二、藤沢親雄、野津謙らと日独同志会（のち、大日本同志会へ改称）を結成し会長に就任。日独伊三国同盟成立に寄与した。その他、国際反共連盟評議員、帝大粛清期成同盟会員、大日本興亜同盟常務理事、瑞穂俱樂部理事、報知新聞・大阪時事新報の論説委員などを歴任し、太平洋戦争前から戦中までの言論界を支えた。
戦中の1943年〈昭和18年〉には、海軍省嘱託として南方地域を調査し、東南アジア諸国の民族運動、独立運動を学問的・精神的支柱として支援した。
戦後、公職追放処分を受ける。追放処分解除後、1955年〈昭和30年〉より日本科学振興財団の要職を歴任し、同財団理事長を務めた。また、1957年〈昭和32年〉より芝中学校・高等学校理事長・校長、1960年〈昭和35年〉より淑徳短期大学教授を兼任、1964年〈昭和39年〉より大正大学理事長を務めた。この他、インドネシア経済視察団顧問、アジア・アフリカ協議会国内委員会委員長なども歴任した。

## 註
1. 1 2 3 4 5 6 7 8  20世紀日本人名事典. “松本 徳明とは”. コトバンク. 2021年2月18日閲覧。
2. ↑  小川誉子美（2010）"日本語を教える意味を戦前・戦中の在欧日本人講師の声にたどる"ヨーロッパ日本語教師会：４
3. 1 2  “メンバーズ・エッセー”. www.directforce.org. 2021年2月18日閲覧。
4. ↑  “三国同盟を独伊武官に聴く”. 國民新聞. (1940年10月2日)
5. ↑  澤田次郎 (2005). “紹介と批評「岩村正史著『戦前日本人の対ドイツ人意識』」”. 法学研究78巻11号:  57.
6. ↑  例えば、1939年12月18日発行の文藝世紀においても、日独伊の軍事的連携を「戦争への発展を防止せんとする平和的念願の現れ」と評し、「勝利の女神は獨逸（ドイツ）の上に微笑みかけるのではないか」と主張している。
7. 1 2  総理庁官房監査課『公職追放に関する覚書該当者名簿』日比谷政経会、1949年、330頁。